# Dominique Archie
Dominique Donquell Archie (Augusta, 19 agosto 1987) è un cestista statunitense.

## Carriera
Dopo aver giocato al college per quattro stagioni alla University of South Carolina (con complessivi 10,7 punti e 5,3 rimbalzi di media partita), non è stato scelto al draft NBA 2010. In seguito ha passato la sua prima stagione da professionista negli Austin Toros, franchigia della NBDL affiliata ai San Antonio Spurs. Dalla stagione successiva sino al 2013 ha giocato in Romania, a Timisoara.
Dal luglio 2013 è un giocatore dell'Orlandina Basket. Dopo la prima, positiva, stagione chiusa a 15,7 punti e 7,1 rimbalzi di media (14,5 e 6,5 nei play-off), Archie decide di prolungare di un altro anno il suo contratto, fino a giugno 2016.
Nell'aprile del 2015 rescinde anticipatamente il suo contratto con la società siciliana per accasarsi in Belgio, all'Oostende. Il 17 giugno 2016 fa ritorno al club siciliano. Il 13 giugno 2018 torna in Italia firmando un contratto annuale con la Pallacanestro Varese.

## Palmarès
- Campionato belga: 2

Ostenda: 2014-15, 2015-16
- Coppa del Belgio: 1

Ostenda: 2016
- Coppa di Francia: 1

Pau-Lacq-Orthez: 2021-22
- Supercoppe del Belgio: 1

Ostenda: 2015

## Statistiche

### Presenze e punti nei club
Dati aggiornati al 30 giugno 2015
| Stagione        | Squadra                  | Competizione | Partite | Partite | Partite | Statistiche tiro | Statistiche tiro | Statistiche tiro | Altre statistiche | Altre statistiche | Altre statistiche | Altre statistiche | Altre statistiche |
| Stagione        | Squadra                  | Competizione | Pres.   | Titol.  | Minuti  | Tiri da 2        | Tiri da 3        | Liberi           | Rimb.             | Assist            | Rubate            | Stopp.            | Punti             |
| --------------- | ------------------------ | ------------ | ------- | ------- | ------- | ---------------- | ---------------- | ---------------- | ----------------- | ----------------- | ----------------- | ----------------- | ----------------- |
| 2006-2007       | South Carolina Gamecocks | NCAA-I       | 30      |         |         | 93/159           | 11/32            | 46/70            | 151               | 28                | 21                | 22                | 265               |
| 2007-2008       | South Carolina Gamecocks | NCAA-I       | 32      |         |         | 107/196          | 24/70            | 53/79            | 182               | 40                | 35                | 26                | 339               |
| 2008-2009       | South Carolina Gamecocks | NCAA-I       | 31      |         |         | 104/181          | 21/65            | 66/104           | 198               | 27                | 47                | 37                | 337               |
| 2009-2010       | South Carolina Gamecocks | NCAA-I       | 5       |         | 126     | 18/32            | 6/13             | 18/22            | 30                | 7                 | 9                 | 4                 | 72                |
| 2010-2011       | Austin Toros             | NBA-DL       | 15      | 13      | 279     | 23/46            | 6/28             | 18/21            | 48                | 16                | 6                 | 5                 | 82                |
| 2011-2012       | BC Timișoara             | LNB          | 39      |         | 1.416   | 136/276          | 50/123           | 109/142          | 275               | 74                | 68                |                   | 531               |
| 2012-2013       | BC Timișoara             | LNB          | 32      |         | 1.039   | 106/182          | 46/129           | 66/92            | 161               | 96                | 33                |                   | 416               |
| 2013-2014       | Upea Capo d'Orlando      | DNA/G        | 30      |         |         | 143/250          | 36/97            | 76/102           | 213               | 53                | 38                | 30                | 470               |
| '14-apr. '15    | Upea Capo d'Orlando      | Serie A      | 26      | 26      | 844     | 82/166           | 37/97            | 67/91            | 164               | 35                | 23                | 10                | 342               |
| apr. '15-'15    | Telenet Oostende         | BSL          | 14      | 4       | 236     | 38/67            | 15/29            | 19/26            | 46                | 10                | 13                | 3                 | 110               |
| Totale carriera |                          |              |         |         |         |                  |                  |                  |                   |                   |                   |                   |                   |